# Walkman

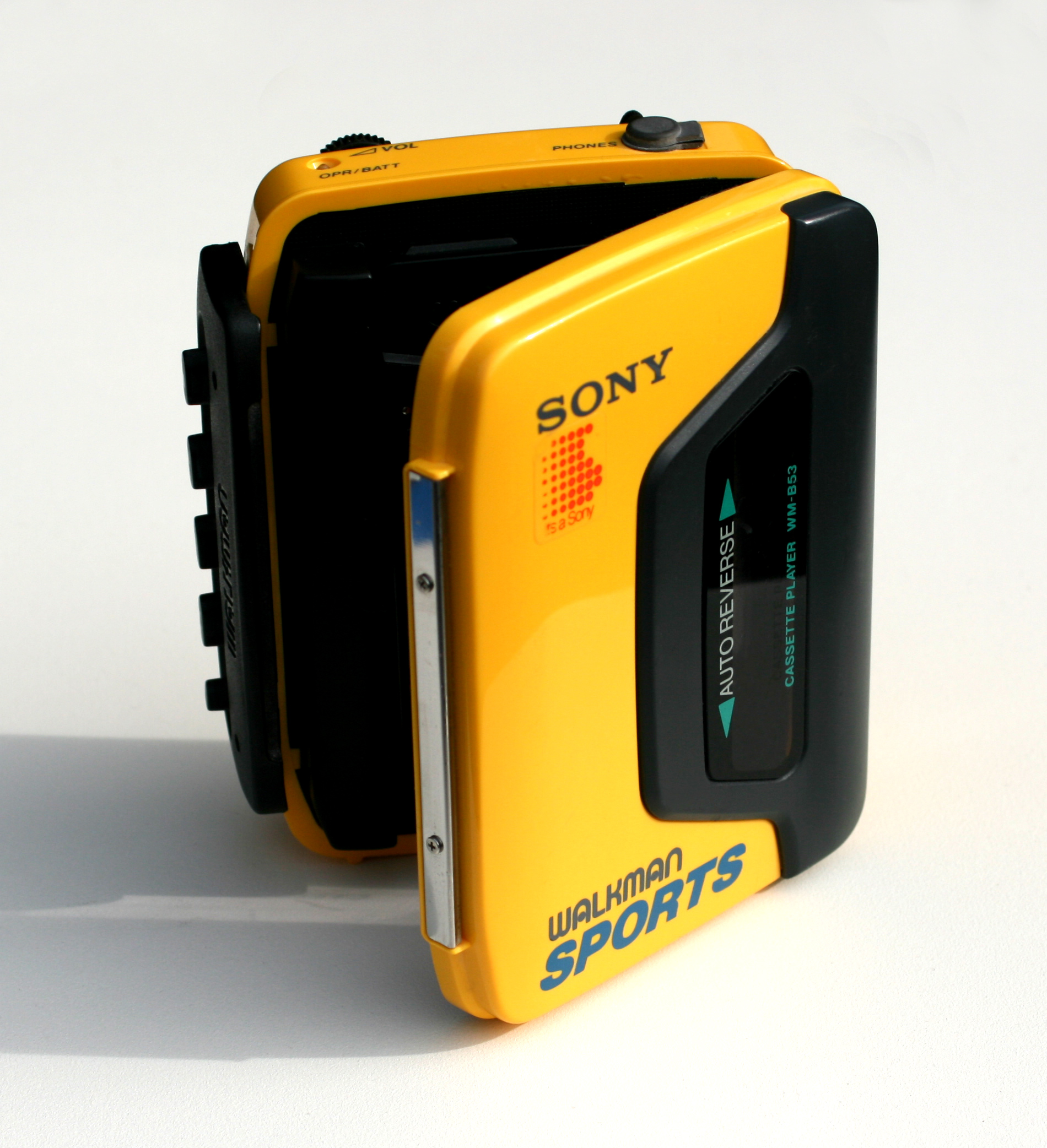
Sony Walkman "SPORTS" (eind jaren 80)

Een walkman is een op batterijen werkend apparaat dat compact cassettes afspeelt via een hoofdtelefoon en onder andere meegenomen kan worden tijdens het wandelen of fietsen. De term werd in 1979 geïntroduceerd door de Japanse fabrikant van consumentenelektronica Sony.

## Geschiedenis
Een echte uitvinding was de walkman niet, want Philips had al 16 jaar eerder in Hasselt de compact cassette uitgevonden en om ze af te spelen een draagbaar apparaat met dezelfde functies en eigenschappen. Deze Norelco Carry-Corder 150 kwam in 1965 uit. Het was de eerste draagbare cassettespeler. Hier is draagbaar een relatief begrip, want de muziekspeler woog meer dan 1,5 kilogram. Toch was de Carry-Corder 150 het begin van de revolutie van draagbare cassettespelers. In de eerste vijf jaar kwamen daarvan reeds 1 miljoen toestellen op de markt.
De eerste versie van de walkman werd gelanceerd op 21 juni 1979.
De Duitser Andreas Pavel had twee jaar daarvoor, in 1977, een dergelijk apparaat al uitgevonden en zijn idee in verschillende landen gepatenteerd. Dat leidde tot een juridische strijd die na 20 jaar werd bijgelegd. Pavel ontving ettelijke miljoenen van Sony.
Het apparaat, door Sony op de markt gebracht, werd in korte tijd razend populair bij de jongeren. Andere fabrikanten haastten zich om dergelijke apparaten uit te brengen, die in de volksmond allemaal walkman heetten maar officieel worden aangeduid als 'portable cassettespeler'.
De tape van een audiocassette heeft een levensduur van zo'n 15 tot 50 jaar. Van de huidige opneembare cd moet nog bezien worden wat de houdbaarheid is.
In 2010 stopte Sony met de productie van de walkman met audiocassette. In ongeveer 31 jaar heeft Sony ruim 200 miljoen walkmans die met audiocassettes konden draaien verkocht. In 2011 werd ook de productie van de walkman voor minidisc stopgezet. Van deze walkman werden zo'n 22 miljoen exemplaren verkocht in de 19 jaar dat het toestel bestond.

## Opvolgers van de walkman

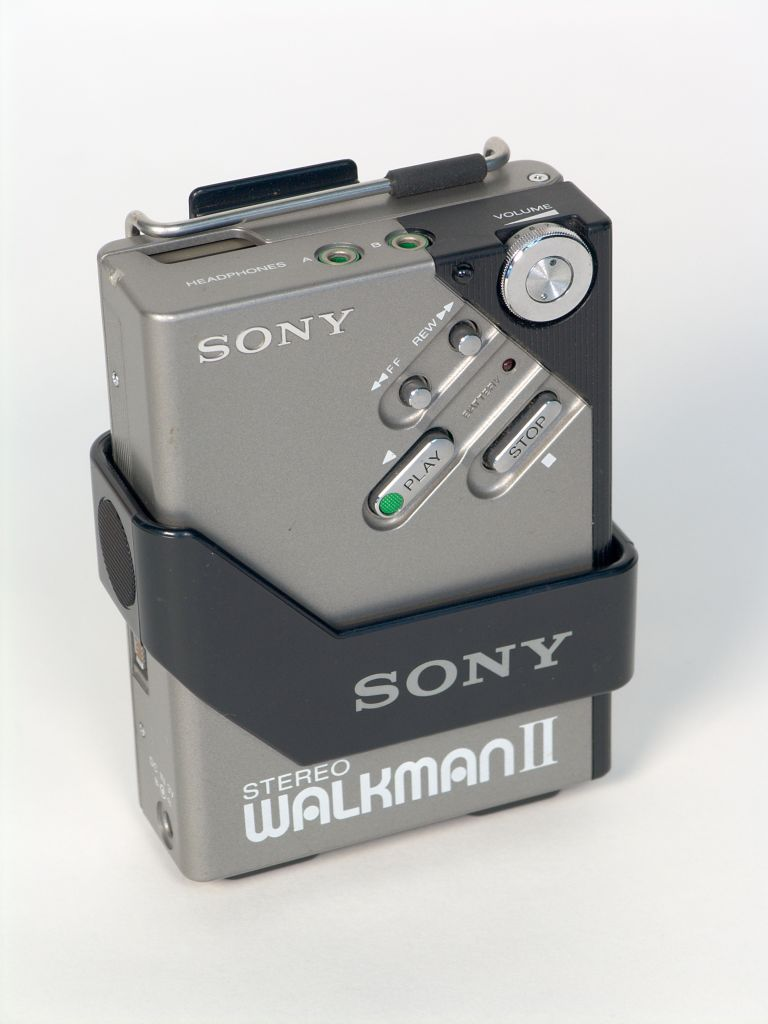
Walkman II

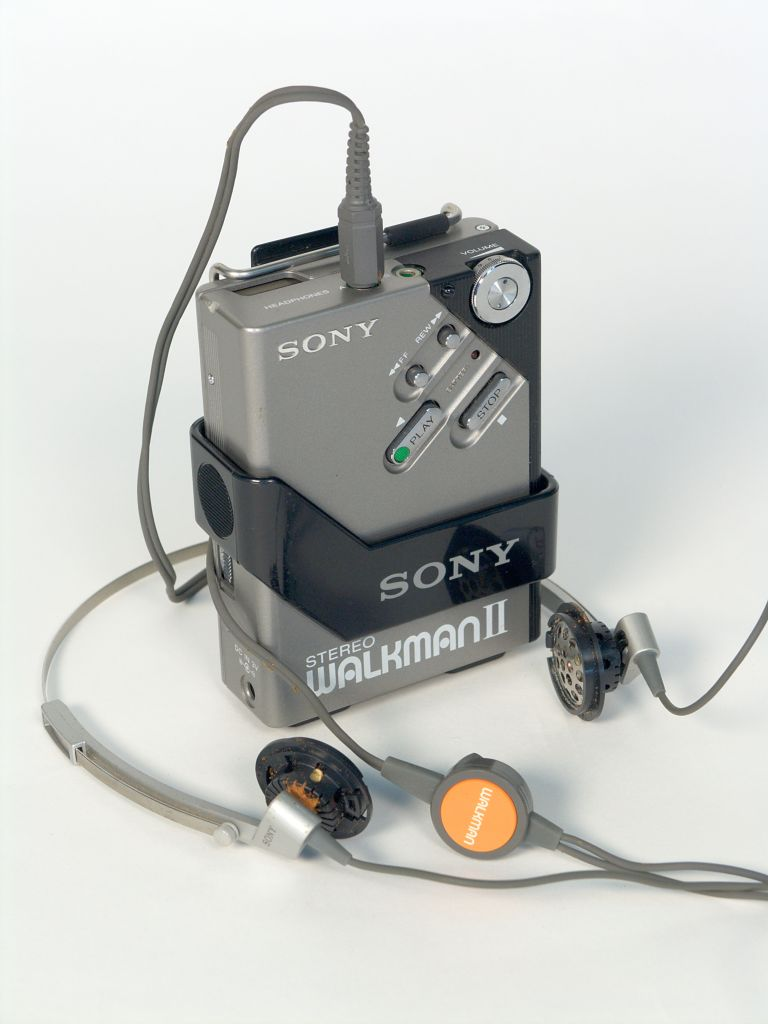
Volledig uitgeruste Walkman II

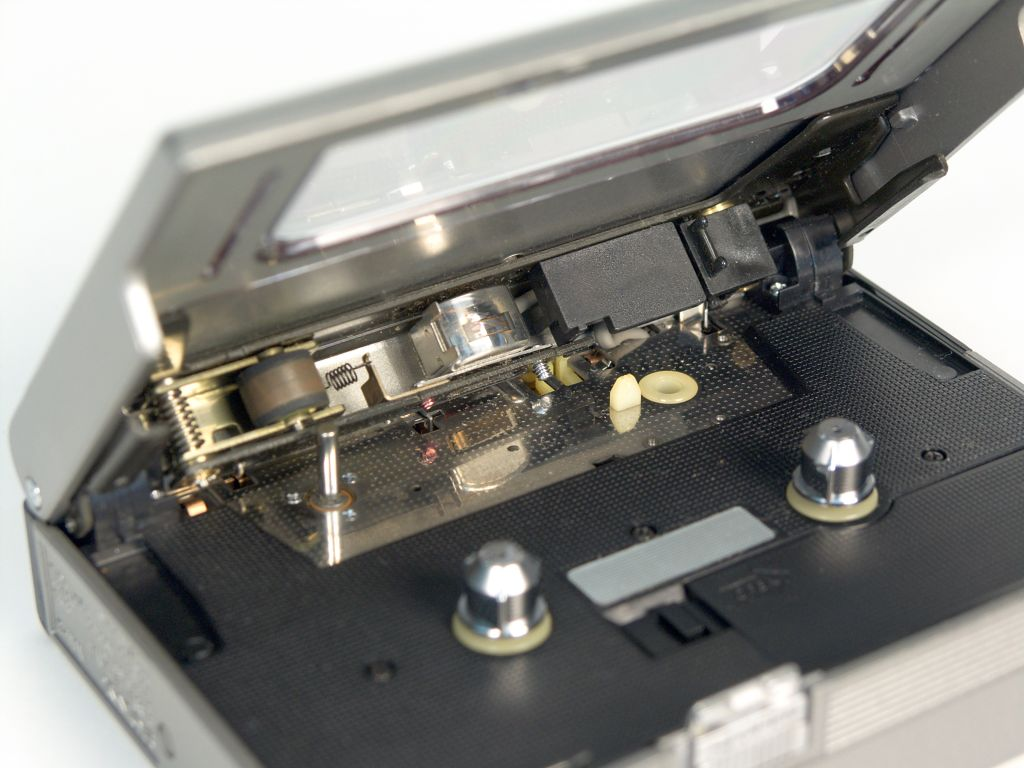
Binnenkant van een Walkman II

Sony bleef marktleider op het gebied van de walkman en produceerde midden jaren tachtig apparaten die amper groter waren dan de behuizing van een compact cassette. In 1984 brachten de Japanners een portable cd-speler op de markt onder de bijnaam "Discman", die in 2000 zou worden omgedoopt tot "CD Walkman". In 1992 introduceerde Sony de minidisc, waarmee digitaal geluid afgespeeld én opgenomen kon worden. Dit draagbare apparaat verving langzaamaan de walkman en was anno 2003 nog steeds in de winkels te vinden naast de discmans. Philips kwam in 1999 als eerste de markt op met een draagbare mp3-/cd-romspeler, de Expanium. De concurrentie werd steeds groter op het gebied van draagbare geluidsdragers, de consument had anno 2004 de keuze uit:
- de klassieke walkman (geluidsdrager: cassette)
- cd-walkman, bij Sony bekend onder de naam discman (geluidsdrager: compact disc)
- dat-walkman (geluidsdrager: dat-cassettes)
- minidisc-walkman (geluidsdrager: minidisc)
- walkman met computerbestanden voor muziek, zoals MP3, Ogg Vorbis en WMA met een van de volgende gegevensdragers:
  - cd-rom
  - flashgeheugen (soms kleiner dan een aansteker, en soms geïntegreerd in mobiele telefoons)
  - harde schijf

### IPod en smartphones
Nadat Apple Inc. in 2001 de eerste iPod had geïntroduceerd, waarop duizend liedjes konden worden gedownload, ging het snel bergafwaarts met alle andere draagbare muziekapparaten. De iPod werd een wereldwijde rage waartegen andere merken mp3-spelers niet op konden concurreren. De Apple iPod werd de bestverkochte muziekspeler ooit. Apple verkocht er ruim 250 miljoen in 15 jaar, wat meer is dan de 200 miljoen walkmans die Sony in ruim 30 jaar verkocht.
Toen Apple in 2007 de iPhone op de markt bracht, waarmee digitale muziek kan worden beluisterd en ook video kan worden bekeken, werden smartphones met touchscreen de norm. Sony nam het telefoonmerk Ericsson over en probeerde met de Sony Ericsson-smartphones het merk Walkman nieuw leven in te blazen, maar dat lukte maar nauwelijks. Sony heeft met zijn smartphones maar een klein marktaandeel kunnen veroveren. Omstreeks 2015 bracht Sony opnieuw aparte Sony Walkman-apparaten op de markt. Het waren nu apparaatjes waarmee digitale muziek in hoge resolutie kon worden afgespeeld, wat moest zorgen voor een betere geluidskwaliteit.

### Multimedia-apparaten
Een andere ontwikkeling op het gebied van walkmans is de opkomst van draagbare apparaten die behalve audio ook video kunnen afspelen. De Franse fabrikant Archos kwam hiermee in 2002 op de markt, waarna meerdere generaties volgden. Deze PVP (Personal Video Player) is in staat om op basis van MPEG-4 en het DivX-protocol video af te spelen op het ingebouwde lcd-scherm of weer te geven op een aangesloten televisie. De videokwaliteit van de laatste generatie spelers benadert die van dvd.

### Streamen
In oktober 2010 kondigde Sony aan te stoppen met de productie van de walkman met muziekcassettes. In april 2010 werden de laatste exemplaren verscheept naar de verkopers. Sony verkocht wereldwijd meer dan 200 miljoen stuks.

## Trivia

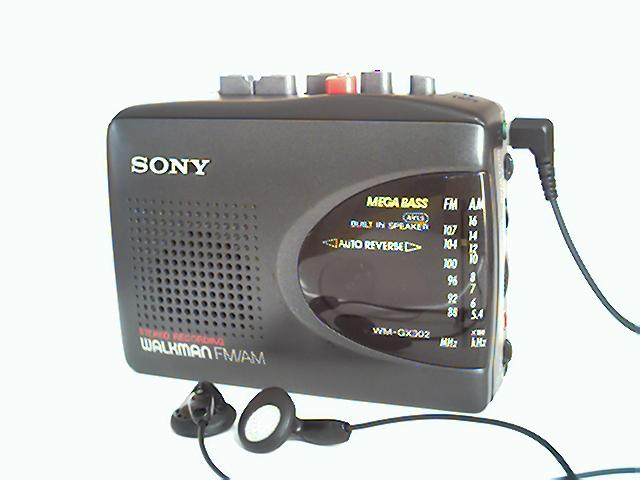
Walkman

- Door de angst voor gehoorbeschadiging gingen vele fabrikanten halverwege de jaren tachtig ertoe over hun producten uit te rusten met een limiter, waardoor het maximale geluidsniveau tot een minder schadelijk punt werd teruggebracht.
- Omdat Sony zelf de term 'walkman' geen goed Engels vond, droegen de draagbare cassettespelers in Engelstalige landen aanvankelijk andere namen.[7] In de Verenigde Staten heette de walkman 'Soundabout', in Engeland 'Stowaway' en in Australië 'Freestyle'. Toen bleek dat veel toeristen uit deze landen in Japan een echte walkman kochten, concludeerde Sony dat de naam walkman toch niet zo slecht gekozen was, en werd deze ook in de Engelstalige landen ingevoerd.
- De eerste draagbare muziekspeler die de naam Walkman droeg, was de Sony TPS-L2. Deze werd geïntroduceerd op 1 juli 1979.
- De walkmans die in de DDR werden geproduceerd, hadden vrolijke kleuren: geel, roze en lichtblauw. Toen er vraag was naar walkmans in de kleur zwart "als in het westen" zei partijleider Erich Honecker: "Ons volk heeft geen behoefte aan zwarte walkmans."